# جاكي براون (لاعب كرة قاعدة)
جاكي براون (بالإنجليزية: Jackie Brown)‏ هو لاعب كرة قاعدة أمريكي، ولد في 31 مايو 1943 في هولدنفيل في الولايات المتحدة، وتوفي في 8 يناير 2017 في أوكلاهوما في الولايات المتحدة.

## وصلات خارجية
- جاكي براون على موقع دوري كرة القاعدة الرئيسي (الإنجليزية)
- جاكي براون على موقعبيزبول رفرنس.كوم (الدوري الرئيسي) (الإنجليزية)
- جاكي براون على موقعبيزبول رفرنس.كوم (الدوري الثانوي) (الإنجليزية)
- جاكي براون على موقع إي إس بي إن.كوم (أم.أل.بي) (الإنجليزية)
- جاكي براون على موقع مشجعي الرسوم البيانية (الإنجليزية)